# لوئیس تونلوتو
لوئیس تونلوتو (انگلیسی: Luis Tonelotto؛ زادهٔ ۱۳ آوریل ۱۹۷۸) بازیکن فوتبال اهل آرژانتین است.
از باشگاه‌هایی که در آن بازی کرده‌است می‌توان به باشگاه ورزشی سن لورنسو آلماگرو و باشگاه فوتبال رئال مورسیا اشاره کرد.